# Peneothello bimaculata
La balia neoguineana bimaculata (Peneothello bimaculata (Salvadori, 1874)) è un uccello della famiglia dei Petroicidi originario della Nuova Guinea.

## Tassonomia
Descritta dal naturalista italiano Tommaso Salvadori nel 1874, la balia neoguineana bimaculata appartiene alla famiglia dei cosiddetti «pettirossi australasiatici», i Petroicidi o Eopsaltridi. Gli studi sull'ibridazione del DNA condotti da Charles Sibley e Jon Ahlquist spinsero gli studiosi a classificare questo gruppo nel parvordine dei Corvida, che comprende molti Passeriformi tropicali e australiani, tra i quali i Pardalotidi, i Maluridi, i Melifagidi e i Corvidi. Tuttavia, grazie a ricerche molecolari più recenti, è stato scoperto che i Petroicidi appartengono invece a uno dei rami più antichi dell'altro parvordine degli Oscini, i Passerida (o uccelli canori «avanzati»).
Attualmente vengono riconosciute due sottospecie di balia neoguineana bimaculata:
- P. b. bimaculata (Salvadori, 1874) (isola di Yapen e versanti meridionali della Nuova Guinea occidentale, centrale e sud-orientale);
- P. b. vicaria (De Vis, 1892) (dalla Nuova Guinea nord-orientale ai versanti settentrionali della Nuova Guinea sud-orientale).

## Descrizione
Con una lunghezza di 13–14 cm, la balia neoguineana bimaculata presenta un piumaggio nero, con groppa e copritrici superiori della coda bianchi. Ai lati del petto presenta due chiazze bianche. L'addome è bianco nella sottospecie nominale e nero spruzzato di bianco in P. b. vicaria. La femmina somiglia moltissimo al maschio, ma la colorazione nera delle penne è sostituita da toni viranti al marrone. Il becco e le zampe sono neri, e gli occhi marrone scuro.

## Distribuzione e habitat
La balia neoguineana bimaculata vive sugli altopiani della Nuova Guinea, principalmente nella regione centrale dell'isola, nella penisola di Huon e sui monti Adelbert. Vive nelle foreste pluviali montane, tra i 300 e i 1700 m di quota.

## Biologia
Nelle foreste nelle quali abita si incontra in coppie, tra il sottobosco o sul terreno. È insettivora.